# 마오안룽
마오안룽(중국어 간체자: 毛岸龙, 정체자: 毛岸龍, 병음: Máo Ànlóng, 한자음: 모안용, 1927년 ~ 1931년)은 마오쩌둥과 양카이후이 사이에서 태어난 셋째 아들이다. 1927년에 후베이성 우창시에서 태어났으며 그의 형제로는 마오안잉, 마오안칭이 있다. 1931년에 고열을 동반한 질병으로 인해 요절했다.